# 아라스강

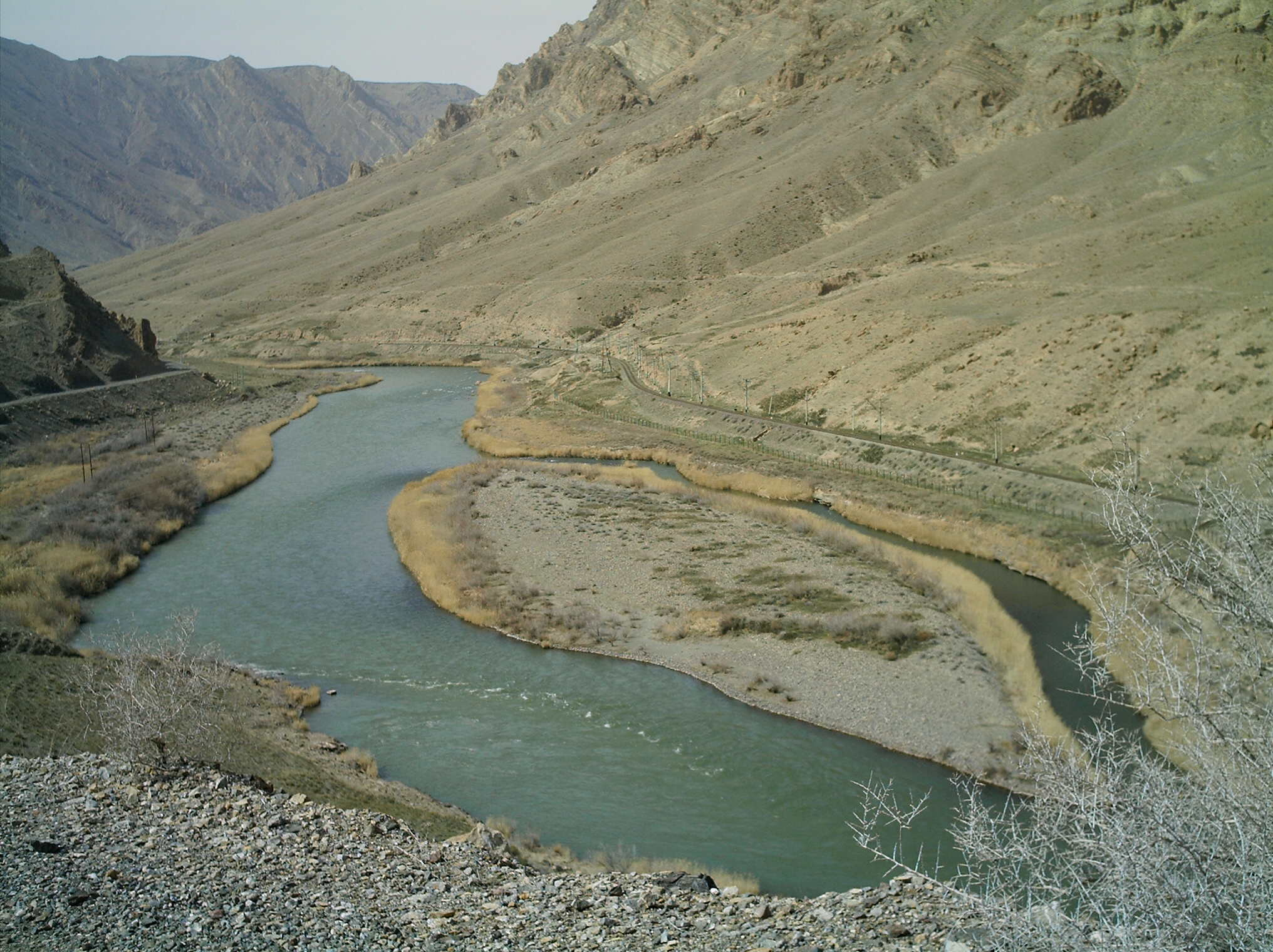
강의 모습

아라스강(아르메니아어: Արաքս, 페르시아어:  ارس, 튀르키예어: Aras, 아제르바이잔어: Araz, 쿠르드어: Aras or Araz; 러시아어: Аракс)은 튀르키예, 아르메니아, 아르차흐 공화국, 이란과 아제르바이잔을 지나는 총 길이 1,072 km의 강이다. 전체 지류와 해당 면적을 합치면 102,000 km2이며 코카서스 지방에서는 가장 규모가 큰 강 중 하나다.
튀르키예 에르주룸주에서 발원하여 남동쪽의 튀르키예 지방을 흘러들어가는 아라스강은 아르메니아와의 국경지대에서 나히체반(Nakhichevan) 지방으로 꺾어들어간다. 나히체반은 아르메니아와 이란의 경계 지방으로서 후에 아르메니아 내부에서는 쿠라강과 만났다가 이란을 거쳐 카스피해로 흘러들어간다.
현대 정치사에서 아라스강은 국가의 경계는 물론이고 정치 체계를 가르는 지리적 역할을 하고 있다. 러시아와 페르시아 제국의 경계이기도 했으며 이란과 소련은 아라스강 인근에 합작 댐을 건설하기도 하였다.

## 같이 보기
- 아제르바이잔의 지리
- 튀르키예의 지리